# Earl Buchholz
Earl Henry Buchholz (Saint Louis 16 september 1940), beter bekend als Butch Buchholz, is een voormalig tennisspeler uit de Verenigde Staten van Amerika. Buchholz speelde rechtshandig en had een enkelhandige backhand. Hij was actief in het internationale tennis van 1954 (vanaf 1961 als pro) tot en met 1970.

## Loopbaan

### Junioren
Buchholz was een uitmuntend juniorspeler – hij won in 1958/1959 de jongensenkelspeltitel op alle drie grandslamtoernooien op rij: Roland Garros 1958, Wimbledon 1958 en het Australisch tenniskampioenschap 1959. (Op het US Nationaal kampioenschap werd een toernooi-onderdeel voor junioren pas in 1973 geïntroduceerd.) Buchholtz (1940) debuteerde al op zijn 16e jaar op het US tenniskampioenschap 1956 waar hij in de eerste ronde verloor van de Zuid-Afrikaan Abe Segal met 3–6, 1–6 en 4–6.

### Amateur en professional
Buchholz werd door Lance Tingay (gerenommeerd Brits sportjournalist van The Daily Telegraph) in 1960 als de nummer 5 amateurspeler van de wereld gerangschikt – hij stond vier keer in de top 10 van de VS. Buchholz bereikte op het US Nationaal kampioenschap van 1960 de halve finale, waar hij in vijf sets verloor van Rod Laver.
Buchholz werd prof in 1961. Hij won het U.S. Pro tenniskampioenschap in 1962 door landgenoot Pancho Segura in de finale te verslaan. Buchholz was een van de oorspronkelijke leden van de "Handsome Eight", een groep spelers die in 1968 tekenden voor de door Lamar Hunt opgerichte World Championship Tennis (WCT) groep van beroepstennisspelers.
In het open tijdperk nam Buchholz vanaf Wimbledon 1968 deel aan de grandslamtoernooien. Daarin bereikte hij nog driemaal de kwartfinale.

### Dubbelspel
Buchholz was in het dubbelspel minder actief dan in het enkelspel. Zijn belangrijkste resultaat is het bereiken van de finale op het US Nationaal kampioenschap in 1959, samen met Alex Olmedo uit Peru.
In augustus 1969 bereikte Buchholz met de Zuid-Afrikaan Raymond Moore in twee achtereenvolgende weken de finale – zij verloren die in Toronto, maar zij mochten op het Colonial Pro Invitation-toernooi in Fort Worth (Texas) de titel toucheren doordat hun beoogde finaletegenstanders Tom Okker (Nederland) en Tony Roche (Australië) verstek lieten gaan.

### Tennis in teamverband
In 1959 en 1960 maakte Buchholz deel uit van het Amerikaanse Davis Cup-team – hij behaalde daar een winst/verlies-balans van 6–3.

### Na de actieve loopbaan
Sinds zijn pensionering als speler heeft Buchholz het tennis gediend in talrijke beroeps- en bestuursfuncties. Hij was commissaris van World TeamTennis in 1977-1978, hoofddirecteur van de Association of Tennis Professionals in 1981-1982 en lid van de Men's Pro Council (raad voor het beroepstennis bij de mannen) van 1981 tot 1983.
In 1985 richtte Buchholz de Lipton International Players Championships op (nu bekend als het tennistoernooi van Miami), dat een toonaangevend evenement werd voor zowel het vrouwen- als het mannentennis.
Buchholz hielp bij de oprichting van Altenis, een beheermaatschappij die toezicht houdt op tennistoernooien in Latijns-Amerika. Hij hielp ook bij het verzekeren van het voortbestaan van de Orange Bowl, een prominent internationaal juniorentoernooi in Florida. In 1992 werkte Buchholz samen met Arthur Ashe om het Good Life Mentoring Program op te richten, dat ten goede kwam aan honderden basisschoolkinderen en middelbare scholieren in de regio Miami.
In juli 2005, tijdens het ATP-toernooi van Newport, werd Buchholz opgenomen in de internationale Tennis Hall of Fame.

## Palmares

### Finaleplaatsen enkelspel
| nr.              | finale     | toernooi                      | ondergrond    | tegenstandster | score                   |
| ---------------- | ---------- | ----------------------------- | ------------- | -------------- | ----------------------- |
| gewonnen finales |            |                               |               |                |                         |
| 1.               | 1962       | U.S. Pro Tennis Championships | hardcourt (i) | Pancho Segura  | 6-4, 6-3, 6-4           |
| 2.               | 1968-02-11 | Miami WCT                     | tapijt (i)    | Tony Roche     | 31-22, 31-26            |
| 3.               | 1968-02-15 | Houston WCT                   | tapijt (i)    | Dennis Ralston | 31-28                   |
| 4.               | 1968-03-24 | San Diego WCT                 | tapijt (i)    | Dennis Ralston | 31-21, 31-15            |
| 5.               | 1968-04-08 | Fresno WCT                    | tapijt (i)    | Tony Roche     | 31-23, 31-29            |
| 6.               | 1968-05-12 | Buffalo WCT                   | tapijt (i)    | Dennis Ralston | 31-26, 31-22            |
| 7.               | 1969-09-14 | ATP Atlanta                   | hardcourt     | John Newcombe  | 6-4, 5-7, 6-4, 5-7, 6-2 |
| verloren finales |            |                               |               |                |                         |
| 1.               | 1968-02-08 | Shreveport WCT                | hardcourt (i) | Dennis Ralston | 23-31, 25-31            |
| 2.               | 1968-10-05 | Johannesburg WCT              | hardcourt     | Tony Roche     | 2-6, 7-9                |
| 3.               | 1969-08-10 | ATP Toronto                   | gravel        | Cliff Richey   | 4-6, 7-5, 4-6, 0-6      |
| 4.               | 1969-09-11 | ATP Chicago                   | tapijt (i)    | Ken Rosewall   | 3-6, 4-6                |
| 5.               | 1969-11-11 | ATP Parijs                    | tapijt (i)    | Tom Okker      | 6-8, 2-6, 1-6           |
| 6.               | 1975-03-30 | Jackson Invitational          | tapijt (i)    | Ken Rosewall   | 5-7, 6-4, 6-7           |

### Finaleplaatsen mannendubbelspel
| nr.              | finale     | toernooi                            | ondergrond | partner       | tegenstanders              | score                   |
| ---------------- | ---------- | ----------------------------------- | ---------- | ------------- | -------------------------- | ----------------------- |
| gewonnen finales |            |                                     |            |               |                            |                         |
| 1.               | 1969-08-17 | Fort Worth, Colonial Pro Invitation | buiten     | Raymond Moore | Tom Okker Tony Roche       | walk-over               |
| verloren finales |            |                                     |            |               |                            |                         |
| 1.               | 1959-08-23 | US Nationaal kampioenschap          | gras       | Alex Olmedo   | Roy Emerson Neale Fraser   | 6-3, 3-6, 7-5, 4-6, 5-7 |
| 2.               | 1969-08-10 | ATP Toronto                         | gravel     | Raymond Moore | Ron Holmberg John Newcombe | 3-6, 4-6                |

## Resultaten grandslamtoernooien
| Legenda | Legenda                          |
| ------- | -------------------------------- |
| g.t.    | geen toernooi gehouden           |
| l.c.    | lagere categorie                 |
| –       | niet deelgenomen                 |
| G       | uitgeschakeld in de groepsfase   |
| 1R      | uitgeschakeld in de eerste ronde |
| 2R      | uitgeschakeld in de tweede ronde |
| 3R      | uitgeschakeld in de derde ronde  |
| 4R      | uitgeschakeld in de vierde ronde |
| KF      | uitgeschakeld in de kwartfinale  |
| HF      | uitgeschakeld in de halve finale |
| F       | de finale verloren               |
| W       | het toernooi gewonnen            |
| w-v     | winst/verlies-balans             |

### Enkelspel
| Australian Open | –  | –  | –  | –  | 2R | –  | –  | KF |
| Roland Garros   | 1R | –  | –  | –  | –  | –  | –  | 2R |
| Wimbledon       | –  | –  | –  | 2R | 3R | KF | KF | 3R |
| US Open         | –  | 1R | 2R | 3R | 4R | HF | –  | KF |

### Mannendubbelspel
| Australian Open | 1R | –  | 1R | –  |
| Roland Garros   | –  | –  | 2R | –  |
| Wimbledon       | –  | KF | 3R | –  |
| US Open         | F  | –  | KF | 1R |